# أبريل 2010

## بوابة:أحداث جارية
| \| 1 أبريل 2010 (الخميس) \| عدل \| تاريخ \| راقب \| تصفح \| |     |       |      |      |
| - طائرات حربية إسرائيلية تشن خمس هجمات صاروخية على قطاع غزة. (رويترز) - رئيس المجلس الأعلى الإسلامي العراقي عمار الحكيم يستنكر وصف القائمة العراقية التي يترأسها رئيس الوزراء السابق أياد علاوي والفائزة بالانتخابات البرلمانية بأنها قائمة بعثية، ويؤكد على ضرورة تشكيل حكومة شراكة وطنية تضم الكتل الأربع التي تمكنت من حصد الغالبية العظمى من الأصوات في الانتخابات. (رويترز) - أحزاب المعارضة السودانية الرئيسية تنسحب من انتخابات الرئاسة، وخمسة فقط من المستقلين وممثلي الأحزاب الأصغر يقررون الاستمرار في خوض الانتخابات في مواجهة الرئيس عمر البشير، وجاء إعلان المقاطعة بعد يوم من سحب الحركة الشعبية لتحرير السودان لمرشحها للانتخابات الرئاسية ياسر عرمان. (العربية) - رئيس الوزراء العراقي المنتهية ولايته نوري المالكي (في الصورة) يقدم طعناً في نتائج الانتخابات البرلمانية. (الجزيرة) - أمين عام حزب الله حسن نصر الله يؤكد أن الادعاء العام في المحكمة الدولية الخاصة بلبنان التي تحقق في اغتيال رئيس الوزراء اللبناني السابق رفيق الحريري استدعى عددًا من أعضاء الحزب وأصدقائه، ويقول إن الحزب لن يسكت على أي اتهام سياسي أو إعلامي يوجه له في القضية. (بي بي سي) |     |       |      |      |
| 1 أبريل 2010 (الخميس) | عدل | تاريخ | راقب | تصفح |

| \| 2 أبريل 2010 (الجمعة) \| عدل \| تاريخ \| راقب \| تصفح \| |     |       |      |      |
| - التيار الصدري يجري استفتاء بين أنصاره لاختيار مرشحهم المفضل لتولي منصب رئيس الوزراء من بين خمسة أسماء، وقيادي في التيار يقول أن الاستفتاء كاشف عن رأي الشعب وملزم بالنسبة له ونتيجته ستكون ملزمة وسيتبناها التيار. (العربية) - حزب الامة السوداني يقول إنه سيقاطع الانتخابات الرئاسية والتشريعية والولائية إذا لم تستجب الحكومة السودانية في مدة أقصاها أربعة أيام لمطالب من بينها تأجيل الانتخابات أربعة أسابيع. (رويترز) - الشرطة الروسية تشتبه في أرملة متشدد إسلامي من شمال القوقاز بأنها من نفذ الهجوم الانتحاري في مترو أنفاق موسكو والذي أسفر عن مقتل 40 شخصاً. (رويترز) |     |       |      |      |
| 2 أبريل 2010 (الجمعة) | عدل | تاريخ | راقب | تصفح |

| \| 3 أبريل 2010 (السبت) \| عدل \| تاريخ \| راقب \| تصفح \| |     |       |      |      |
| - الشرطة العراقية تعلن عن اقتحام مسلحين يرتدون زي الجيش العراقي لقرية جنوب بغداد وقيامهم بقتل حوالي 24 شخصًا بينهم نساء وأطفال. (بي بي سي) - الرئيس الإيراني محمود أحمدي نجاد يقول أن الضغط الدولي على بلاده بما فيها محاولات فرض عقوبات دولية جديدة عليها سيزيد من قوة تصميمها وعزيمتها على تطوير برنامجها النووي. (بي بي سي) - رئيس إقليم كردستان العراق مسعود برزاني (في الصورة) يعلن أن الكتل الكردية الفائزة في الانتخابات التشريعية العراقية اتفقت على ترشيح الرئيس العراقي جلال طالباني لولاية رئاسية أخرى، كما أعلن عن اتفاق الكتل على تكوين كتلة واحدة في بغداد وتشكيل وفد مشترك لإجراء المباحثات مع الكتل الأخرى مع الحفاظ على استقلالية كل قائمة. (العربية) - مفوضية الانتخابات السودانية ترفض طلبات المعارضة بتأجيل الانتخابات المقررة في 11 أبريل إلى موعد آخر، وهذا ما يعني احتمال مقاطعة المعارضة للعملية الانتخابية. (العربية) |     |       |      |      |
| 3 أبريل 2010 (السبت) | عدل | تاريخ | راقب | تصفح |

| \| 4 أبريل 2010 (الأحد) \| عدل \| تاريخ \| راقب \| تصفح \| |     |       |      |      |
| - ثلاثة إنفجارات قوية تهز وسط العاصمة العراقية بغداد اثنان منها إستهدفا السفارتين المصرية والإيرانية، والثالث وقع قرب مبنى السفارة الألمانية، وأدت الإنفجارات إلى وقوع 41 قتيلًا على الأقل وأكثر من مئتي جريح. (بي بي سي) - حسن الترابي يقول أن السودان في حال فوز عمر البشير بالانتخابات الرئاسية سيكون أخطر من الصومال، لأن الصومال تضم شعبًا واحدًا ودينًا واحدًا بعكس السودان الذي يحوي شعوبًا وديانات كثيرة مما قد يفاقم صراعات وحروب. (العربية) - البابا بينيدكتوس السادس عشر (في الصورة) يدعو في رسالته بمناسبة عيد الفصح إلى السلام والوفاق في الشرق الأوسط وعلى الأخص في الأرض المقدسة، ويبدي قلقه على معاناة مسيحيي العراق والإضطهاد الذي يلحق بالمسيحيين في دول مثل باكستان. (العربية) |     |       |      |      |
| 4 أبريل 2010 (الأحد) | عدل | تاريخ | راقب | تصفح |

| \| 5 أبريل 2010 (الإثنين) \| عدل \| تاريخ \| راقب \| تصفح \| |     |       |      |      |
| - هجوم انتحاري على القنصلية الأمريكية في بيشاور تبنت المسؤولية عنه حركة طالبان يؤدي إلى مقتل سبعة أشخاص، وهجوم انتحاري آخر يستهدف تجمعاً سياسياً شمال غرب باكستان يؤدي إلى مقتل وجرح 43 شخصاً. (بي بي سي) - المعارضة السودانية تنتقد المبعوث الأمريكي الخاص إلى السودان بعد أن أعرب عن ثقته في نزاهة الانتخابات التشريعية والرئاسية المقرر إجراؤها مطلع الأسبوع المقبل. (بي بي سي) |     |       |      |      |
| 5 أبريل 2010 (الإثنين) | عدل | تاريخ | راقب | تصفح |

| \| 6 أبريل 2010 (الثلاثاء) \| عدل \| تاريخ \| راقب \| تصفح \| |     |       |      |      |
| - الرئيس الأمريكي باراك أوباما يكشف عن العقيدة النووية الجديدة للولايات المتحدة بحيث إنها لن تستخدم أبدًا السلاح النووي ضد عدو لا يملك هذا السلاح ويحترم قواعد معاهدة عدم الانتشار النووي، على إنه ستستثنى إيران وكوريا الشمالية من هذه القاعدة. (العربية) - رئيس الوزراء البريطاني جوردون براون (في الصورة) يعلن عن إجراء الانتخابات العامة في المملكة المتحدة في 6 مايو المقبل وذلك بعد أن طلب من الملكة إليزابيث الثانية حل مجلس العموم تمهيدًا لإجراء الانتخابات. (بي بي سي) |     |       |      |      |
| 6 أبريل 2010 (الثلاثاء) | عدل | تاريخ | راقب | تصفح |

| \| 7 أبريل 2010 (الأربعاء) \| عدل \| تاريخ \| راقب \| تصفح \| |     |       |      |      |
| - مواجهات في العاصمة القيرغيزية بشكيك تؤدي إلى سقوط ما يزيد على 40 قتيلًا وأكثر من 400 جريح، وسط أنباء أفادت بأن الرئيس قربان بيك باقايف غادر البلاد إلى جهة غير معلومة، وإلى استقالة رئيس الوزراء دانيار أوسينوف وتشكيل حكومة جديدة برئاسة وزيرة الخارجية السابقة روزا أوتونبايفا.-(سي إن إن) - الحركة الشعبية لتحرير السودان تعلن عن مقاطعتها للانتخابات البرلمانية والمحلية في الولايات الشمالية وأجزاء من دارفور وذلك لأنها ترى أن الانتخابات مزورة بالفعل.-(سي إن إن) - رئيس الوزراء العراقي الأسبق إبراهيم الجعفري (في الصورة) يحتل المرتبة الأولى بالنسبة للمرشحين لتولي منصب رئيس الحكومة في العراق في أوساط التيار الصدري وذلك حسب نتائج الاستفتاء الذي أجراه التيار. (بي بي سي) - منظمة هيومان رايتس ووتش تدعو الحكومة اليمنية والجماعة الحوثية إلى التحقيق في انتهاكات تقول إنها وقعت لقوانين الحرب خلال النزاع في صعدة. (بي بي سي) |     |       |      |      |
| 7 أبريل 2010 (الأربعاء) | عدل | تاريخ | راقب | تصفح |

| \| 8 أبريل 2010 (الخميس) \| عدل \| تاريخ \| راقب \| تصفح \| |     |       |      |      |
| - الرئيسان الأمريكي باراك أوباما والروسي دميتري ميدفيديف يوقعان في العاصمة التشيكية براغ على اتفاقية جديدة بين بلديهما حول تقليص حجم ترسانتهما النووية. (بي بي سي) - الرئيس القيرغيزي المخلوع قربان بيك باقايف (في الصورة) يرفض الاستقالة ويحذر من كارثة إنسانية في بلاده. (العربية) |     |       |      |      |
| 8 أبريل 2010 (الخميس) | عدل | تاريخ | راقب | تصفح |

| \| 9 أبريل 2010 (الجمعة) \| عدل \| تاريخ \| راقب \| تصفح \| |     |       |      |      |
| - مصرع الرئيس البولندي ليخ كاتشينسكي وعدد من مرافقيه في حادث تحطم طائرة غربي روسيا. (بي بي سي) - الرئيس الإيراني محمود أحمدي نجاد (في الصورة) يعلن إنه سيتم تركيب 60 ألف جهاز طرد مركزي متطور من أجهزة الجيل الثالث في مفاعل نطنز النووي خلال هذه السنة. (العربية) - تنظيم دولة العراق الإسلامية يعلن مسؤوليته عن تفجيرات السفارات في بغداد، ويعلن أن جميع السفارات والمنظمات العاملة مع الحكومة العراقية ستكون في مقدمة قائمة أهدافها. (بي بي سي) |     |       |      |      |
| 9 أبريل 2010 (الجمعة) | عدل | تاريخ | راقب | تصفح |

| \| 10 أبريل 2010 (السبت) \| عدل \| تاريخ \| راقب \| تصفح \| |     |       |      |      |
| - تحطم طائرة تقل رئيس بولندا ليخ كاتشينسكي (في الصورة) أثناء محاولتها الهبوط بالقرب من مطار مدينة سمولينسك أوبلاست في روسيا تؤدي إلى وفاته مع جميع مرافقيه وبينهم زوجته. (العربية) - المفوضية العليا للانتخابات في السودان تشدد على توافر الضمانات الكافية لنزاهة وسلامة عملية الاقتراع التي ستبدأ غدًا. (بي بي سي) |     |       |      |      |
| 10 أبريل 2010 (السبت) | عدل | تاريخ | راقب | تصفح |

| \| 11 أبريل 2010 (الأحد) \| عدل \| تاريخ \| راقب \| تصفح \| |     |       |      |      |
| - انتهاء أول أيام الانتخابات السودانية فيما يبقى أمام الناخبين يومان آخران للإدلاء بأصواتهم، والحركة الشعبية لتحرير السودان تشكك في نزاهة الانتخابات وتطالب بتمديد عملية التصويت ليوم رابع، و المفوضية القومية للانتخابات تقر بحصول بعض الأخطاء اللوجستية. (العربية) - خبراء روس وبولنديون يبدأون بدراسة الصندوقين الأسودين لطائرة الرئيس البولندي ليخ كاتشينسكي التي تحطمت في روسيا مما أدى إلى مقتل جميع ركابها. (العربية) |     |       |      |      |
| 11 أبريل 2010 (الأحد) | عدل | تاريخ | راقب | تصفح |

| \| 12 أبريل 2010 (الإثنين) \| عدل \| تاريخ \| راقب \| تصفح \| |     |       |      |      |
| - لجنة الانتخابات السودانية تعلن تمديد التصويت في الانتخابات يومين لينتهي التصويت بذلك في 15 أبريل وذلك بعد أن تعرض كثير من الناخبين للتأخير في شتى أنحاء البلاد في أول انتخابات تعددية منذ 24 عامًا. (رويترز) - رئيس الوزراء البريطاني جوردون براون يعلن البرنامج الانتخابي لحزب العمال الحاكم ويتعهد بعدم رفع الضرائب وبإجراء إصلاحات تهدف إلى تجديد بريطانيا. (بي بي سي) - محكمة يمنية تبدأ أولى جلساتها لمحاكمة أربعة من مؤيديي الحوثيين بتهمة التخابر مع إيران وتسليمها صورا لمنشات أمنية وعسكرية. (العربية) |     |       |      |      |
| 12 أبريل 2010 (الإثنين) | عدل | تاريخ | راقب | تصفح |

| \| 13 أبريل 2010 (الثلاثاء) \| عدل \| تاريخ \| راقب \| تصفح \| |     |       |      |      |
| - الرئيس الأمريكي باراك أوباما (في الصورة) يحذر المشاركين في القمة النووية في واشنطن من الخطر المتزايد لقيام الإرهابيين بشن هجمات نووية، ويحث الزعماء المجتمعين على عدم الإكتفاء بالكلام، بل العمل الجاد لمنع المواد النووية من الوقوع في الأيادي الخطأ. (بي بي سي) - مصادمات بين الشرطة المصرية ومتظاهرين من حركتي 6 أبريل وكفاية أدت إلى اعتقال متظاهر. (بي بي سي) - الرئيس القيرغيزي المخلوع قربان بيك باقايف يقول إنه مستعد للاستقالة من منصبه شريطة التزام الحكومة الانتقالية بضمان سلامته وسلامة أسرته، والحكومة الانتقالية توافق. (بي بي سي) |     |       |      |      |
| 13 أبريل 2010 (الثلاثاء) | عدل | تاريخ | راقب | تصفح |

| \| 14 أبريل 2010 (الأربعاء) \| عدل \| تاريخ \| راقب \| تصفح \| |     |       |      |      |
| - الرئيس الأمريكي باراك أوباما يعرب عن أمله في أن تنضم إسرائيل إلى معاهدة حظر الانتشار النووي رافضًا التعليق على موضوع الترسانة النووية التي لم تقر إسرائيل بإمتلاكها بشكل علني. (بي بي سي) - حزب المؤتمر الوطني الحاكم في السودان يقول إنه سيدعو المعارضة للإنضمام إلى الحكومة إذا فاز بالانتخابات العامة، ومسؤولون عن الانتخابات يقولون إنهم يفكرون في إعادة الانتخابات في عدد قليل جدًا من الدوائر الانتخابية لتصحيح أخطاء حدثت في التصويت. (العربية) - زلزال بقوة 6.9 على مقياس ريختر يضرب مقاطعة تشينخاي شمال غرب الصين ويؤدي إلى سقوط 300 قتيل وإصابة حوالي 8000 شخص، وكذلك إلى طمر عدد غير محدد من الأشخاص تحت المنازل المنهارة. (الجزيرة) |     |       |      |      |
| 14 أبريل 2010 (الأربعاء) | عدل | تاريخ | راقب | تصفح |

| \| 15 أبريل 2010 (الخميس) \| عدل \| تاريخ \| راقب \| تصفح \| |     |       |      |      |
| - السلطات العراقية تغلق مطار النجف الدولي لمدة أسبوع بعد معلومات عن خطر قيام مجموعة متطرفة بالتخطيط لمهاجمة مرقد الإمام علي في النجف عن طريق خطف طائرة وإسقاطها على المرقد. (بي بي سي) - الحكومة السورية تقول إن إسرائيل ربما تستعد لتوجيه ضربة عسكرية لسوريا بعد أن اتهمتها بمد حزب الله اللبناني بصواريخ سكود بعيدة المدى. (بي بي سي) - الرئيس القيرغيزي المخلوع قربان بيك باقايف (في الصورة) يستقيل من منصبه ويغادر البلاد على متن طائرة متجهة إلى كازاخستان. (بي بي سي) - مصر وسويسرا توقعان اتفاقية للتعاون الثنائي في مجال مكافحة تهريب الآثار، تم بموجبها استعادة مجموعة من القطع الأثرية النادرة في مقدمتها إصبع الملك إخناتون الذي سرق عام 1907. (الجزيرة) |     |       |      |      |
| 15 أبريل 2010 (الخميس) | عدل | تاريخ | راقب | تصفح |

| \| 16 أبريل 2010 (الجمعة) \| عدل \| تاريخ \| راقب \| تصفح \| |     |       |      |      |
| - التسجيل الصوتي للصندوق الأسود للطائرة التي كان يستقلها الرئيس البولندي ليخ كاتشينسكي والتي تحطمت يوم السبت تكشف إن قائد الطائرة كان على علم بأن الطائرة على وشك أن تتحطم. (بي بي سي) - تقرير صادر من الأمم المتحدة حول التحقيق بمقتل رئيسة وزراء باكستان السابقة بينظير بوتو (في الصورة) يؤكد أن الحكومة الباكستانية فشلت في منع مقتلها، وأن التحقيقات بمقتلها لم تكن محايدة.-(سي إن إن) - حالة إغلاق المجال الجوي في عدد من الدول الأوروبية جراء غيمة الغبار البركاني الناجمة عن ثوران بركان في آيسلندا تمتد لليوم الثاني على التوالي، وعملية إلغاء آلاف الرحلات الجوية التجارية تتواصل في المطارات باستثناء رحلات الطوارئ.-(سي إن إن) - الاتحاد الدولي لكرة القدم - فيفا يحدد تاريخ 11 مايو موعدًا نهائيًا لجميع الفرق المشاركة في كأس العالم جنوب أفريقيا لإرسال قائمة أولية تضم 30 لاعبًا. (الجزيرة) |     |       |      |      |
| 16 أبريل 2010 (الجمعة) | عدل | تاريخ | راقب | تصفح |

| \| 17 أبريل 2010 (السبت) \| عدل \| تاريخ \| راقب \| تصفح \| |     |       |      |      |
| - الرئيس الأمريكي الأسبق جيمي كارتر (في الصورة) يقول ان الانتخابات السودانية كانت غير متماشية مع المعايير الدولية، إلا أن القسم الأكبر من المجتمع الدولي سيعترف بنتائجها، والنتائج الأولية تظهر تقدمًا كبيرًا للرئيس عمر البشير في الشمال ودارفور. (العربية) - شركة تويوتا اليابانية لصناعة السيارات تعلن إنها ستسحب نحو تسعمائة ألف من السيارات الميني فان من طراز سيينا في الولايات المتحدة وكندا وذلك بسبب مشاكل خاصة بالصدأ، يمكن أن يؤدي إلى إنفصال الإطار الخارجي عن السيارة. (بي بي سي) - السلطات الأمريكية تعلن إغلاق ثمانية بنوك جديدة، ثلاثة منها في فلوريدا واثنان في كاليفورنيا وواحد في كل من ماساتشوستس وميشيغان وواشنطن، ليرتفع عدد البنوك المنهارة في الولايات المتحدة منذ مطلع هذا العام إلى 50 بنك. (الجزيرة) - باحثون يعلنون أن الزلزال الذي ضرب تشيلي في فبراير الماضي أبطأ هامشيًا من سرعة دوران الأرض، وزاد طول اليوم بما يعادل 0.3 ميكروثانية.-(سي إن إن) |     |       |      |      |
| 17 أبريل 2010 (السبت) | عدل | تاريخ | راقب | تصفح |

| \| 18 أبريل 2010 (الأحد) \| عدل \| تاريخ \| راقب \| تصفح \| |     |       |      |      |
| - وسائل الإعلام الحكومية في السودان تعلن فوز الرئيس عمر البشير بأغلبية ساحقة بعد فرز عينة من نتائج الانتخابات التي جرت الأسبوع الماضي. (بي بي سي) - بدء الانتخابات الرئاسية في قبرص الشمالية لاختيار رئيس جديد لولاية مدتها خمس سنوات، ويتنافس فيها سبعة مرشحين، إلا أن المنافسة الحقيقية هي بين الرئيس المنتهية ولايته محمد علي طلعت (في الصورة) المؤيد لإعادة توحيد الجزيرة ورئيس الوزراء درويش إروغلو المتحفظ إزاء المفاوضات بهذا الشأن. (بي بي سي) |     |       |      |      |
| 18 أبريل 2010 (الأحد) | عدل | تاريخ | راقب | تصفح |

| \| 19 أبريل 2010 (الإثنين) \| عدل \| تاريخ \| راقب \| تصفح \| |     |       |      |      |
| - مفوضية الانتخابات العراقية تعلن أن المحكمة الاتحادية العليا في العراق قررت إعادة فرز أصوات الناخبين يدويًا في محافظة بغداد، وذلك بعد تلقيها طعونا في نتائج الانتخابات من قبل رئيس الوزراء الحالي نوري المالكي. (بي بي سي) - رئيس الوزراء العراقي نوري المالكي يعلن في مؤتمر صحفي عن مقتل زعيم القاعدة في العراق أبو أيوب المصري وزعيم دولة العراق الإسلامية أبو عمر البغدادي. (بي بي سي) - وزير الدفاع الإسرائيلي إيهود باراك (في الصورة) يقول إنه لا مبرر لقيام حرب جديدة في منطقة الشرق الأوسط الصيف القادم، ويؤكد أن إسرائيل لا تنوي البدء بأي حرب في الوقت الراهن. (الجزيرة) - البرلمان التركي يبدأ مناقشة إصلاحات دستورية طلبها حزب العدالة والتنمية الحاكم وتواجه برفض شديد من المعارضة، وتسعى حكومة رئيس الوزراء رجب طيب أردوغان للحصول على تأييد النواب لإجراء استفتاء بشأن هذه التعديلات في يوليو المقبل في ظل افتقارها لأغلبية الثلثين لتمريرها داخل البرلمان. (الجزيرة) - المنظمة الأوروبية لسلامة الملاحة الجوية تعلن أن نحو 30% من رحلات الطيران المدنية ستنطلق اليوم من عدة مطارات من جنوب أوروبا. (الجزيرة) |     |       |      |      |
| 19 أبريل 2010 (الإثنين) | عدل | تاريخ | راقب | تصفح |

| \| 20 أبريل 2010 (الثلاثاء) \| عدل \| تاريخ \| راقب \| تصفح \| |     |       |      |      |
| - رئيس القائمة العراقية أياد علاوي (في الصورة) يقول أن قائمته مع إعادة فرز الأصوات يدويًا في بغداد لكن مع وجود رقابة دولية حتى لا يتم تغيير النتائج لصالح فئة معينة. (العربية) - وزارة الخارجية الأمريكية تستدعي دبلوماسيًا سوريًا لتبليغه احتجاجها على المعلومات التي أثيرت حول تزويد سوريا لحزب الله بصواريخ سكود، واعتبرت هذا الأمر سلوكًا مستفزًا ومعرقلًا لعملية السلام. (الجزيرة) - هئية مراقبة الملاحة الجوية في القارة الأوروبية تعلن عن استئناف نحو نصف عدد الرحلات الجوية التي تقوم بها الطائرات في الأجواء الأوروبية قبل توقفها بسبب سحب الرماد البركاني التي غطت أجزاء واسعة من سماء القارة. (بي بي سي) |     |       |      |      |
| 20 أبريل 2010 (الثلاثاء) | عدل | تاريخ | راقب | تصفح |

| \| 21 أبريل 2010 (الأربعاء) \| عدل \| تاريخ \| راقب \| تصفح \| |     |       |      |      |
| - الحرس الثوري الإيراني يجري مناورات عسكرية في منطقة مضيق هرمز تستمر ثلاثة أيام ابتداءً من الغد الخميس، وسيختبر الحرس الثوري أنواعًا من صواريخ بر-بحر، وبحر-بحر قصيرة ومتوسطة المدى، إضافة إلى أنظمة صاروخية وأجهزة متطورة. (بي بي سي) - أكثر من 30 منظمة عربية مدافعة عن حقوق الإنسان تدعو الحكومة السورية إلى إطلاق سراح الناشط والمدافع عن حقوق الإنسان هيثم المالح المعتقل منذ أكتوبر العام الماضي. (بي بي سي) |     |       |      |      |
| 21 أبريل 2010 (الأربعاء) | عدل | تاريخ | راقب | تصفح |

| \| 22 أبريل 2010 (الخميس) \| عدل \| تاريخ \| راقب \| تصفح \| |     |       |      |      |
| - انفجار صاروخ بالقرب من مدينة العقبة جنوب الأردن يؤدي إلى وقوع أضرار في مستودع للتبريد دون وقوع أي ضحايا، وهو صاروخ من إثنين إطلقا في الفجر حيث سقط الآخر في البحر الأحمر، وقد نفت مصر والأردن إنطلاق الصاروخين من أراضيهما، وتحليلات عسكرية تشير إلى أن الصاروخين كانا يستهدفان ميناء إيلات الإسرائيلي. (بي بي سي) - رئيس الحكومة البلجيكية إيف ليتريم يقدم استقالته إلى الملك ألبير الثاني (في الصورة) وذلك في أعقاب إعلان الحزب الفلمنكي المشارك في الائتلاف الحاكم سحب تأييده للحكومة مما أدى إلى سقوطها. (بي بي سي) - مصادر طبية في تايلاند تعلن مقتل ثلاثة أشخاص وجرح العشرات في سلسلة تفجيرات بالقنابل اليدوية ضربت الحي التجاري في العاصمة بانكوك حيث يعسكر آلاف المتظاهرين المعارضين للحكومة، ونائب رئيس الوزراء يتهم أنصار المعارضة بالمسؤولية عن التفجيرات، لكنه يؤكد أن الحكومة ليس لديها أية نية لملاحقة المحتجين لأن بينهم نساء وأطفال. (الجزيرة) - الرئيس الأرميني سيرج سركيسيان يعلن عن تجميد المصادقة على اتفاقيات تهدف لتطبيع العلاقات مع تركيا التي عكرتها على مدى عقود اتهامات للأتراك بإرتكاب مذابح ضد الأرمن خلال الحرب العالمية الأولى وكذلك بسبب النزاع حول إقليم ناغورني كاراباخ، وذلك لأن تركيا ترفض تنفيذ مطلب التصديق على الاتفاقية بدون شروط مسبقة، ويقول أن بلاده مستعدة للسير في المصادقة على الاتفاقيات في حال توفر الجو المناسب في تركيا. (الجزيرة) |     |       |      |      |
| 22 أبريل 2010 (الخميس) | عدل | تاريخ | راقب | تصفح |

| \| 23 أبريل 2010 (الجمعة) \| عدل \| تاريخ \| راقب \| تصفح \| |     |       |      |      |
| - سلسلة تفجيرات تستهدف مساجد للشيعة وأسواقًا بالعاصمة بغداد ومحافظة الأنبار غرب العراق تؤدي إلى مقتل 58 شخصًا وإصابة نحو مائتين. (بي بي سي) - المبعوث الأمريكي إلى الشرق الأوسط جورج ميتشل (في الصورة) يجتمع بالزعماء الإسرائيليين والفلسطينيين، ويقول إن الرئيس باراك أوباما مصمم على التوصل إلى اتفاق شامل للسلام قريبًا وليس في المستقبل البعيد. (بي بي سي) |     |       |      |      |
| 23 أبريل 2010 (الجمعة) | عدل | تاريخ | راقب | تصفح |

| \| 24 أبريل 2010 (السبت) \| عدل \| تاريخ \| راقب \| تصفح \| |     |       |      |      |
| - رئيس السلطة الوطنية الفلسطينية محمود عباس (في الصورة) يرفض اقتراح إقامة الدولة الفلسطينية المؤقتة التي قيل إن رئيس الوزراء الإسرائيلي بنيامين نتنياهو عرضها على المبعوث الأمريكي جورج ميتشل خلال زيارته الحالية للمنطقة. (بي بي سي) - قائد الجيش اللبناني جان قهوجي يرفض الاتهامات الإسرائيلية الأخيرة بأن سوريا زودت حزب الله بصواريخ سكود، ويقول إنه مقتنع أنه لا توجد صواريخ سكود في لبنان. (بي بي سي) - الرئيس المصري محمد حسني مبارك يرحب بالتفاعل والحراك المجتمعي طالما إلتزم بأحكام الدستور والقانون ويشير إلى أن هذا الحراك نتاج ما بادر إليه منذ خمسة أعوام مضت، ويحذر من وضع مستقبل مصر في مهب الريح نتيجة صراع من أسماهم بالمقامرين على السلطة وذلك قبل بضعة أشهر من الانتخابات البرلمانية ونحو عام ونصف على انتخابات الرئاسة. (الجزيرة) |     |       |      |      |
| 24 أبريل 2010 (السبت) | عدل | تاريخ | راقب | تصفح |

| \| 25 أبريل 2010 (الأحد) \| عدل \| تاريخ \| راقب \| تصفح \| |     |       |      |      |
| - مواجهات في القدس المحتلة بين فلسطينيين وقوات الأمن الإسرائيلية احتجاجًا على مسيرة للمستوطنين تجاه حي سلوان قرب البلدة القديمة، ما أدى إلى إصابة 10 فلسطينيين. (العربية) - وزير الخارجية الإيراني منوشهر متكي يجري محادثات مع مدير الوكالة الدولية للطاقة الذرية يوكيا أمانو (في الصورة) لمناقشة مختلف المسائل المتعلقة بالملف النووي الإيراني وخصوصًا تبادل الوقود النووي بين إيران والقوى العظمى. (بي بي سي) |     |       |      |      |
| 25 أبريل 2010 (الأحد) | عدل | تاريخ | راقب | تصفح |

| \| 26 أبريل 2010 (الإثنين) \| عدل \| تاريخ \| راقب \| تصفح \| |     |       |      |      |
| - مفوضية الانتخابات السودانية تعلن فوز الرئيس عمر البشير بولاية رئاسية جديدة بعد حصولة على ما نسبته 68% من أصوات الناخبين، كما أعلنت عن فوز زعيم الحركة الشعبية لتحرير السودان سيلفا كير (في الصورة) برئاسة الجنوب بعد حصوله على ما نسبته 92.99% من الأصوات. (بي بي سي) - السفير البريطاني في اليمن ينجو من تفجير انتحاري عنيف استهدف موكبه بالعاصمة صنعاء، والسفارة البريطانية تؤكد عدم إصابة السفير أو أي من مرافقيه. (بي بي سي) - السلطات الأمنية المغربية تعلن عن تفكيكها خلية إرهابية على صلة بتنظيم القاعدة وتضم 24 شخصًا من ضمنهم أربعة سجناء سابقين كانوا قد أدينوا بقضايا ذات صلة بالإرهاب. (بي بي سي) |     |       |      |      |
| 26 أبريل 2010 (الإثنين) | عدل | تاريخ | راقب | تصفح |

| \| 27 أبريل 2010 (الثلاثاء) \| عدل \| تاريخ \| راقب \| تصفح \| |     |       |      |      |
| - زعيما المعارضة الإيرانية مير حسين موسوي ومهدي كروبي يدعوان أنصارهما إلى التظاهر في ذكرى إعادة انتخاب الرئيس محمود أحمدي نجاد في 12 يونيو المقبل. (الجزيرة) - الرئيس المصري محمد حسني مبارك (في الصورة) يصدر مرسومًا بإجراء انتخابات التجديد النصفي لمجلس الشورى في الأول من يونيو المقبل. (رويترز) - البرلمان الأوكراني يصادق على اتفاق يسمح ببقاء الأسطول الروسي في شبة جزيرة القرم وذلك خلال جلسة صاخبة تخللها رمي بيض وإطلاق قنابل دخانية في حين تظاهر الآلاف خارج مقر البرلمان احتجاجًا. (بي بي سي) - الولايات المتحدة تسلم رئيس بنما السابق مانويل نورييغا إلى فرنسا بعدما قضى حكمًا بالسجن أكثر من عشرين عامًا في الولايات المتحدة لإدانته بالمتاجرة بالمخدرات. (بي بي سي) |     |       |      |      |
| 27 أبريل 2010 (الثلاثاء) | عدل | تاريخ | راقب | تصفح |

| \| 28 أبريل 2010 (الأربعاء) \| عدل \| تاريخ \| راقب \| تصفح \| |     |       |      |      |
| - القائمة العراقية تعلن أنها تدرس خيار طلب إعادة الانتخابات التشريعية في أجواء بعيدة عن الضغوط التي تمارسها بعض القوى السياسية النافذة، ودعوة المجتمع الدولي إلى الإشراف على تشكيل حكومة تصريف أعمال تتولى إعادة الانتخابات لحماية العملية السياسية من الإنحراف. (بي بي سي) - محكمة أمن الدولة في مصر تصدر حكمًا بالسجن المؤبد على ثلاثة من أفراد ما يعرف بقضية خلية تنظيم حزب الله، بالإضافة إلى أحكام متفاوتة بحق 23 آخرين من مصر وفلسطين ولبنان والسودان. (بي بي سي) |     |       |      |      |
| 28 أبريل 2010 (الأربعاء) | عدل | تاريخ | راقب | تصفح |

| \| 29 أبريل 2010 (الخميس) \| عدل \| تاريخ \| راقب \| تصفح \| |     |       |      |      |
| - أمين عام حزب الله حسن نصر الله يصف الأحكام التي صدرت في مصر بحق مجموعة من 26 شخص لإتهامهم بالإنتماء لحزب الله والتخطيط لهجمات بأنها سياسية وغير عادلة. (رويترز) - مسؤولون عراقيون يعلنون أن إعادة فرز الأصوات في بغداد ستبدأ يوم الاثنين، وربما ستستغرق العملية ثلاثة أسابيع، وهو ما يمثل تأجيلًا جديدًا لتشكيل الحكومة الجديدة. (رويترز) - البرلمان البلجيكي يصوت على نص يحظر إرتداء النقاب في الأماكن العامة في بلجيكا ومن ضمنها الشوارع وذلك في أول بادرة من نوعها في بلد أوروبي. (العربية) |     |       |      |      |
| 29 أبريل 2010 (الخميس) | عدل | تاريخ | راقب | تصفح |

| \| 30 أبريل 2010 (الجمعة) \| عدل \| تاريخ \| راقب \| تصفح \| |     |       |      |      |
| - وزيرة الخارجية الأمريكية هيلاري كلينتون (في الصورة) تقول إنها تتوقع أن تبدأ المحادثات غير المباشرة بين إسرائيل والفلسطينيين من خلال وسطاء أمريكيين الأسبوع القادم. (رويترز) - السلطات الأمريكية تحظر الترخيص لأعمال التنقيب عن النفط داخل الولايات المتحدة وذلك ريثما تستكمل التحقيقات في سبب تسرب النفط من حقل نفطي بحري قبالة سواحل لويزيانا. (بي بي سي) - منظمة العفو الدولية تدين تمرير مجلس النواب البلجيكي قانون حظر ارتداء النقاب في الأماكن العامة. (بي بي سي) |     |       |      |      |
| 30 أبريل 2010 (الجمعة) | عدل | تاريخ | راقب | تصفح |

| أحداث جارية |
| --- |
| - أزمة الدين الحكومي اليوناني - جائحة فيروس كورونا 2019–20 - التدخل العسكري الروسي في أوكرانيا - التدخل العسكري الروسي في سوريا - الحرب الأهلية السورية - الهجوم على شمال غرب سوريا (2024) - الحرب الأهلية السودانية 2023 - عملية طوفان الأقصى - الحرب الفلسطينية الإسرائيلية (الخط الزمني) - صراع حزب الله وإسرائيل (2023–الآن) - - أزمة البحر الأحمر - الهجمات على القواعد الأمريكية في العراق وسوريا 2023 - الأزمة الإنسانية في غزة (2023 – الآن) تفاصيل أكثر النزاعات الجارية أدناه |

| وفيات حديثة |
| --- |
| - 15 مايو: جلان إدوارد روجرز - 15 مايو: لويجي ألفا - 16 مايو: إيمانويل كونديه - 16 مايو: دونكان كامبل - 16 مايو: برايان غلانفيل - 16 مايو: شون دنيس - 16 مايو: بيتر لاكس - 16 مايو: جايسون كونتي - 17 مايو: مايكل ليدين - 17 مايو: كوركيس إسماعيل - 17 مايو: علي القزق - 18 مايو: عزيز الحجار - 18 مايو: ليزلي إبستاين - 19 مايو: جوناثان باريديس - 19 مايو: فدوى محسن - 19 مايو: يوري غريغوروفيتش - 19 مايو: إغناثيو رودريغيز (لاعب كرة قدم) - 20 مايو: كاي آرثر - 20 مايو: نينو بنفينوتي - 20 مايو: غادي كندة |

| نزاعات جارية |
| --- |
| - التدخل العسكري الدولي ضد تنظيم الدولة الإسلامية (داعش) - الكاميرون - الحرب الأهلية الكاميرونية - جمهورية إفريقيا الوسطى - حرب جمهورية إفريقيا الوسطى الأهلية (2012–الآن) - جمهورية الكونغو الديموقراطية - تمرد القوات الديمقراطية المتحالفة - صراع كيفو - الحرب الأهلية الأثيوبية (2018-حاليا) - موزمبيق - التمرد الإسلاموي في موزمبيق - نيجيريا - تمرد بوكو حرام - التمرد الإسلامي في الساحل - تمرد الجهاديين في بوركينا فاسو · حرب مالي - الحرب الأهلية الصومالية - الحرب في الصومال (2009–الآن) - السودان - نزاع السودان - النزاع في أفغانستان - النزاع بين طالبان والدولة الإسلامية في أفغانستان - صراع بنجشير - الهند - التمرد في جامو وكشمير - العصيان الماوي-الناكسالي - إندونيسيا - أزمة بابوا - الصراع الداخلي في ميانمار - الحرب الأهلية في ميانمار - باكستان - صراع بلوشستان - عصيان خيبر بختونخوا - الصراع الأهلي في الفلبين - التمرد الشيوعي في الفلبين - الحرب الروسية الأوكرانية - الغزو الروسي لأوكرانيا - صراع العراق - التمرد العراقي (2017–الآن) - صراع إسرائيل وغزة - الحرب الفلسطينية الإسرائيلية 2023 - أزمة البحر الأحمر - الحرب الأهلية السورية - التدخل الأجنبي في الحرب الأهلية السورية - تركيا - الولايات المتحدة - اليمن - الحرب الأهلية اليمنية - التدخل العسكري في اليمن |